# Суминва Тулука, Джудит
Джудит Суминва Тулука (фр. Judith Suminwa Tuluka; род. 19 октября 1967, Центральное Конго) — конголезский политический и государственный деятель. Премьер-министр Демократической Республики Конго с 12 июня 2024 года. Она была выдвинута на эту должность президентом Феликсом Чисекеди 1 апреля 2024 года, став первой женщиной на этом посту, и вступила в должность после утверждения её правительства Национальной ассамблеей.
До своего назначения на пост премьер-министра, 24 марта 2023 года, она была назначена министром планирования в правительстве премьер-министра Сама Луконде. Кабинет Суминвы был официально представлен 29 мая 2024 года.
Суминва получила степень магистра прикладной экономики в Брюссельском свободном университете и диплом о дополнительном обучении по специальности «Работа в развивающихся странах».
Она работала в банковском секторе, прежде чем присоединиться к учреждениям Организации Объединённых Наций, включая Программу развития Организации Объединённых Наций, где она была национальным экспертом в проекте поддержки общин на востоке страны. Затем она работала в Министерстве бюджета, прежде чем стать заместителем координатора Президентского стратегического наблюдательного совета (CPVS).